# Художня галерея Вінніпега

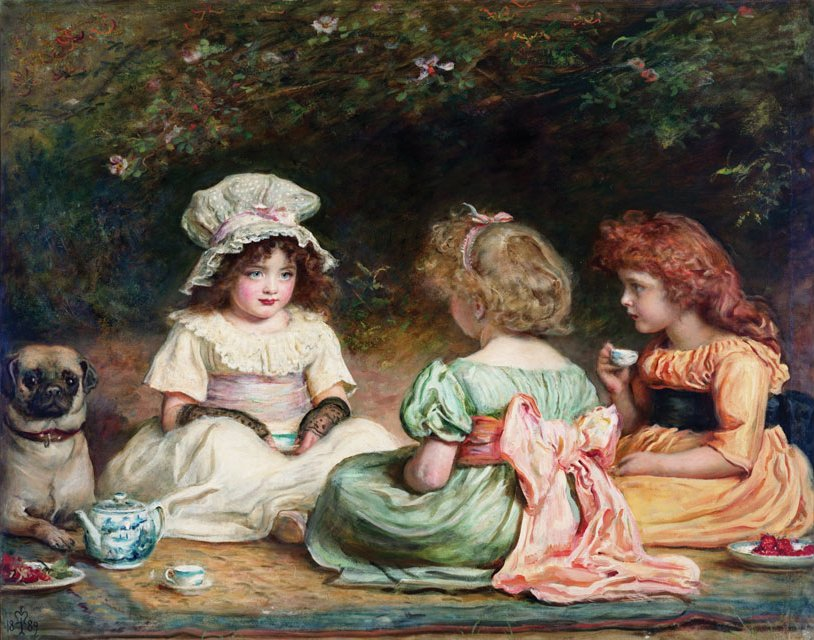
Джон Еверетт Мілле, «Пообідній чай», 1889

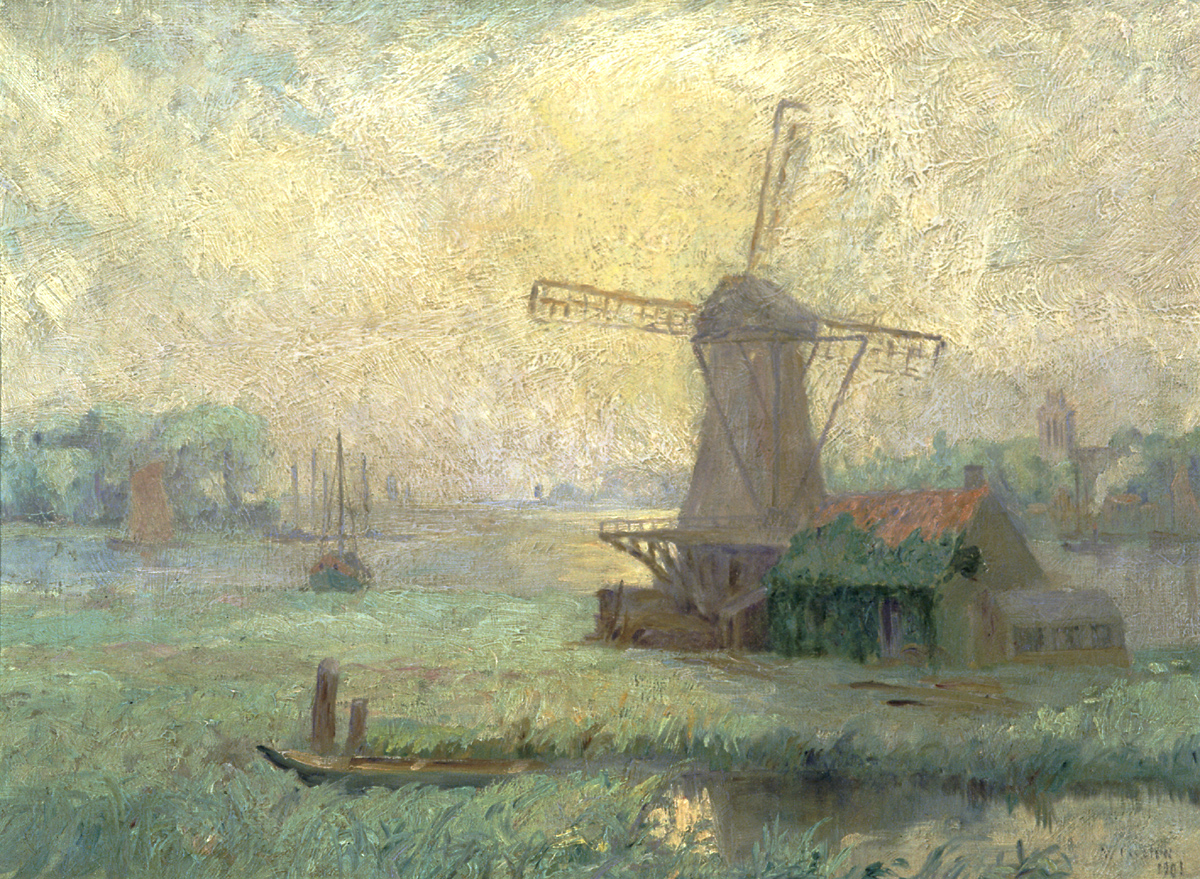
Моріс Ґелбрайт Калін, «Без назви (Вітряк біля річки)», 1901

 Художня галерея Вінніпега  (англ. Winnipeg Art Gallery (WAG)) — художня галерея у місті Вінніпег (провінція Манітоба, Канада).
Галерея розташована у діловому центрі міста, в двох кварталах від Законодавчих зборів провінції і приблизно на такій же відстані від університету Вінніпега. Заснована в 1912 році (однак відкрита лише в 1933 році). Найстарша громадська художня галерея Західної Канади і шоста за величиною галерея Канади.

## Історія і колекція
У колекції художньої галереї Вінніпега знаходиться близько 24 тисяч робіт, з особливим акцентом на мистецтво Канади та мистецтво Манітоби. Спочатку галерея розміщувалася в двох орендованих кімнатах в старій будівлі на розі вулиць Мейн і Уотер. У міру зростання колекції галерея переїжджала з місця на місце, в тому числі розташовувалася і в будівлі на Сент-Марі авеню, в якому нині перебуває Архів провінції Манітоба.
В свою нинішню будівлю, побудоване за проектом архітектора Густава Та Роза, галерея перебралася у 1971 році. На даху будівлі знаходиться сад скульптур, всередині галереї крім експозиційних залів знаходиться аудиторія на 320 місць, лекційний і конференц-зал, магазин сувенірів і ресторан.
У будівлі галереї також знаходиться своя бібліотека, у фондах якої 24 тисячі книг, 9 тисяч біографій художників (в основному канадських) і сотні журналів, присвячених мистецтву.
У колекції галереї знаходиться одне з найбільших в світі зібрання ескімосського мистецтва. Початок зібранню дав в 1960 році Джордж Суїнтон, що купив колекцію із 130 ескімоських скульптур. Колекція Джеррі Тумі із приблизно 4 тисяч творів мистецтва інуїтів поступила в галерею 1971 року. Зараз в колекції вже більше ніж 10 700 робіт.
Галерея може похвалитися великою колекцією декоративно-ужиткового мистецтва, в якій знаходиться 4 тисячі предметів, у тому числі кераміка, скло, метал, гобелени починаючи з XVII століття до середини XX століття. Галерея мистецтв Вінніпега також володіє великою колекцією фотографій, в якій до 1300 робіт.